# Citrus wakonai
Citrus wakonai, comúnmente comúnmente como kamokuku, es un árbol perteneciente al género Citrus, dentro de la familia de las rutáceas. Es endémica de la isla Goodenough (Papúa Nueva Guinea). 

## Descripción
El kamokuku es un árbol que puede llegar a los 6 m de altura, con una corteza recubierta de espinas cortas de 3-6 mm de longitud. Sus hojas de 2 a 6,5 cm de longitud presentan un peciolo no alado. Además se caracterizan por poseer una flor solitaria de 5 pétalos y 5-6 pistilos.
El fruto, de forma ovoboide, mide de 4 a 6,5 cm de largo, con un diámetro de unos 2,5 cm. Cuando madura es de color amarillo verdoso, con la piel granulada. Su pulpa es de color amarillo pálido, comestible y de sabor algo ácido.
La floración aparece a los 144 días de la germinación de la semilla, es decir a los 5 meses, por lo que se trata de una planta con una fase juvenil extremadamente corta. Esta brevedad es mayor que la de Citrus wintersii, que requiere 14 meses para florecer. 

## Distribución y hábitat
Esta especie es endémica de la isla Goodenough (Papúa Nueva Guinea) y crece principalmente en el bioma tropical húmedo, a una altitud de entre los 900 y 1.500 m sobre el nivel del mar. 

## Taxonomía
Citrus wakonai fue descrito por los botánicos Paul Irwin Forster y Malcolm W. Smith y publicada por primera vez en la revista científica Austrobaileya 8: 134 en 2010.

Etimología
- Citrus: nombre genérico que proviene del latín citrus, que se refiere a los árboles y arbustos que producen frutas cítricas, como limones, naranjas y limas. El término citrus tiene sus raíces en el griego antiguo κίτρον (kítron), que significa 'cítricos' o 'fruto de cítricos'.
- wakonai: epíteto específico que proviene del pueblo de Wakonai, lugar donde fue descubierto.[3]

## Enfermedades

Closteroviridae

Esta planta es muy sensible a la enfermedad llamada tristeza de los cítricos (CTV), provocada por un virus de la familia Closteroviridae.